# SN 1991U
SN 1991U – supernowa typu Ia odkryta 9 kwietnia 1991 roku w galaktyce IC4232. Jej maksymalna jasność wynosiła 16,67m.